# Mantispa perla
Mantispa perla är en insektsart som först beskrevs av Peter Simon Pallas 1772.  Mantispa perla ingår i släktet Mantispa och familjen fångsländor. Inga underarter finns listade i Catalogue of Life.